# Klaus P. Behnke
Klaus P. Behnke (* 3. April 1952 in Bitburg) ist ein deutscher Verwaltungsjurist. Er war von 2007 bis 2017 Präsident des Rechnungshofes Rheinland-Pfalz.

## Leben
Behnke studierte Rechtswissenschaften in Mainz und Bonn. Er trat 1982 in die Steuerverwaltung des Landes Rheinland-Pfalz ein. Dort war er unter anderem als Ständiger Vertreter des Vorstehers eines Finanzamtes tätig. Zudem arbeitete er als Referent für Personalangelegenheiten bei der Oberfinanzdirektion Koblenz und als Referent in der Haushaltsabteilung und der Zentralabteilung beim Ministerium der Finanzen Rheinland-Pfalz, zuletzt als stellvertretender Abteilungsleiter.
Er war von 1997 bis 2000 für eine Tätigkeit bei der Treuhandliegenschaftsgesellschaft in Berlin, einem Tochterunternehmen des Bundes, als Landesbeamter beurlaubt. Im Jahr 2000 kehrte er in den Landesdienst zurück und übernahm die Leitung der Zentralabteilung im Ministerium der Finanzen. Von 2004 bis 2007 war er der Oberfinanzpräsident der Oberfinanzdirektion Koblenz mit der Zuständigkeit für die Steuerverwaltung des Landes Rheinland-Pfalz, den Geschäftsbereich Bundesbau sowie die Zollverwaltung der Länder Rheinland-Pfalz, Saarland und Hessen.
Mit Wirkung vom 1. Juni 2007 wurde Behnke Präsident des Rechnungshofes Rheinland-Pfalz. Im Jahr 2015 wurde er zudem zum Landesbeauftragten für Wirtschaftlichkeit in der Verwaltung berufen. Ende Juni 2017 trat er in den Ruhestand.
Im Jahr 2012 wurde er für das Land Rheinland-Pfalz Mitglied der Kommission zur Ermittlung des Finanzbedarfs der Rundfunkanstalten.
Behnke ist SPD-Mitglied.